# 大宮劇場
大宮劇場（おおみやげきじょう）は、かつて存在した日本の映画館である。1909年（明治42年）10月31日、京都府愛宕郡大宮村（のちの京都市上京区、現在は北区域）の旧大宮通に芝居小屋久榮座（きゅうえいざ、新漢字表記久栄座）として開館、1929年（昭和4年）には映画館化、1940年（昭和15年）前後に「大宮劇場」と改称、実演舞台に戻る。第二次世界大戦後、映画館としても営業したが、1961年（昭和36年）にストリップ劇場に転身、1969年（昭和44年）にはA級京都（えいきゅうきょうと）と改称した。

## 沿革
- 1909年10月31日 - 久榮座として開館[1][2][3]
- 1929年 - 常設活動写真館に業態を変更（映画館化）[4][9][10][11]
- 1940年前後 - 大宮劇場と改称、実演舞台に戻る[1][6]
- 1953年8月 - 映画館に戻る[1][8]
- 1961年 - ストリップ劇場に業態を変更[1]
- 1969年 - A級京都と改称[1]
- 1976年8月 - 閉館、跡地に「大宮劇場駐車場」[1]

## データ
- 所在地 : 京都府京都市北区旧大宮通北大路下ル西側[1]
  - 開館時の同府愛宕郡大宮村雲林院[2]（同村大宮頭とも）築山町[4][12]
  - 同府同市北区紫野下築山町74番地、現在の「大宮劇場駐車場」の位置

北緯35度2分21.32秒 東経135度44分49.96秒 / 北緯35.0392556度 東経135.7472111度
- 経営 : 
  1. 寺田富之助 （1929年[4]）
  2. 山本義雄 （1953年[8]）
- 構造 : 木造二階建
- 観客定員数 : 不明

## 概要
1909年（明治42年）10月31日、京都府愛宕郡大宮村（のちの京都市上京区、現在は北区域）の旧大宮通北大路下ル西側に芝居小屋久榮座として開館する。同日、新築落成式が挙行され、四代目實川延之助一座の『夜討曾我』（作河竹黙阿弥）で幕を開けた。『上京 史蹟と文化』（1992年第3号）には「明治四十一年十一月」とあるが、1909年10月30日付の『京都日出新聞』、同年11月1日付の『大阪朝日新聞京都附録』にそれぞれ開館を報じる記事が掲載されている。
大宮通の一筋西の旧大宮通（大徳寺通）にあるこの場所は、雲林院とも大宮頭とも呼ばれた地域である。1918年（大正7年）4月1日、大宮村の一部である同地域が上京区に編入されている。1927年（昭和2年）12月23日付の『大阪朝日新聞京都版』記事によれば、京都府監督課建築係の劇場・活動写真館（映画館）・寄席の建築の調査を行った結果として、同館は「近く改築を要し」と指摘された。昭和初期に京都の市街地を精力的に紹介した大京都社（姉小路東洞院西入ル）の西村善七郎はその著書の『大京都』において、四条通の御旅町（寺町 - 河原町間）、烏丸通、寺町通（とくに丸太町 - 三条間）、三条通（とくに寺町 - 木屋町間）、河原町通（四条付近）、そして堀川京極（西堀川通の丸太町 - 中立売間）、西陣京極（千本通の中立売 - 今出川間）、七条通（とくに河原町 - 千本間）とならべて、同館が存在した五辻以北の大宮通を挙げている。同地域には、同館のほか、待鳳館（のちの轟館、1930年前後開館）、西陣帝国館（のちの大宮東宝映画劇場、1920年開館）、西陣座（のちの富貴映画劇場、1902年開館）等が存在した。
1929年（昭和4年）には常設活動写真館に業態を変更（映画館化）した。当時の同館の経営は寺田富之助の個人経営、支配人は渡邊経市、興行系統は東亜キネマおよび河合映画製作社であった。1936年（昭和11年）には、松竹キネマの二番館となり、封切館より1週遅れで上映する映画館となった。1940年（昭和15年）前後に大宮劇場と改称、浪曲等の実演舞台に戻った。第二次世界大戦中は、東日出夫一座らがしばしば舞台に上がった。
戦後も当初は、実演舞台であった。1947年（昭和22年）には近衛八重子一座等が出演した記録が残っている。1953年（昭和28年）8月にはふたたび映画館としての興行を行った。1955年（昭和30年）9月1日、北区が上京区から分区した。1961年（昭和36年）、ストリップ劇場に業態を変更した。この時代の同館は、ダンサーの星かおるが、「特出し」を日本で初めて行ったことで知られた。1969年（昭和44年）には、「久榮座」をもじってA級京都と改称した。山城新伍・池玲子が主演し、1975年（昭和50年）5月24日に公開された映画『喜劇 特出しヒモ天国』（監督森﨑東、製作東映京都撮影所）では、実名で同館が登場し同館を舞台に物語が展開、ロケーション撮影も行われた。
1976年（昭和51年）8月、閉館した。跡地は更地にされて、現在は「大宮劇場駐車場」である。